# 広階貞雄
広階 貞雄（ひろしな の さだお）は、平安時代前期の貴族。名は真雄とも記される。氏姓は河原連のち広階宿禰。官位は従五位上・伊賀守。

## 出自
河原氏（河原蔵人・河原連）は曹植の後裔にあたる魏系渡来氏族で、名称は河内国丹比郡丹比村大字河原城（現在の大阪府羽曳野市河原城）の地名に基づく。

## 経歴
文徳朝において右大史を務め、この間の斉衡2年（855年）河原連から広階宿禰に改姓する。文徳朝末の斉衡4年（857年）外従五位下に叙せられるが、同年大炊頭・玄蕃頭・勘解由次官と短期間に官職を遷り、翌天安2年（858年）美濃介として地方官に転じた。
清和朝の貞観5年（865年）内位の従五位下・左京権亮に叙任されて京官に復す。貞観7年（865年）左京亮に昇格するが、貞観9年（867年）美作介に任ぜられ再び地方官に遷った。
その後、陽成朝では伊賀守を務め、元慶6年（882年）従五位上に至る。

## 官歴
『六国史』による。
- 時期不詳：正六位上。右大史
- 斉衡2年（855年） 8月15日：河原連から広階宿禰に改姓
- 斉衡4年（857年） 正月7日：外従五位下。2月16日：大炊頭。3月20日：玄蕃頭。10月27日：勘解由次官
- 天安2年（858年） 2月5日：美濃介
- 貞観5年（865年） 正月7日：従五位下（内位）。2月16日：左京権亮
- 貞観7年（865年） 3月28日：左京亮
- 貞観9年（867年） 正月12日：美作介
- 時期不詳：伊賀守
- 元慶6年（882年）正月7日：従五位上